# Kim Chiu
Kimberly Sue Yap Chiu, conocida artísticamente como Kim Chiu (19 de abril de 1990, Tacloban), es una cantante, actriz y modelo filipina de ascendencia china. Participó en el concurso televisivo de Pinoy Big Brother: Teen Edition. Debutó como cantante en el programa del actor filipino Gerald Anderson, que conducía en la cadena televisiva ABS-CBN. Junto con él en 2007, ha participado en películas.

## Filmografía

### Televisión
| Año       | Título                                  | Personajes                    | Canales |
| 2014      | Ikaw Lamang                             | Isabelle Miravelez-Hidalgo    | ABS-CBN |
| 2012-2013 | Ina, Kapatid, Anak                      | Celine                        | ABS-CBN |
| 2011-2012 | My Binondo Girl                         | Jade                          | ABS-CBN |
| 2010      | Kung Tayo'y Magkakalayo                 | Gwen Crisanto                 | ABS-CBN |
| 2009      | Nagai-Aida                              | TBA                           | ABS-CBN |
| 2009      | Isinakdal Ko Ang Aking Ina              | TBA                           | ABS-CBN |
| 2009      | Bagets                                  | TBA                           | ABS-CBN |
| 2009      | Tayong Dalawa                           | Audrey                        | ABS-CBN |
| 2008      | Your Song Presents: My Only Hope        | April Padilla / Miss Sunshine | ABS-CBN |
| 2008      | Maalaala Mo Kaya: Notebook              | Sarah Flores / Aming          | ABS-CBN |
| 2008      | My Girl                                 | Jasmine Estocapio             | ABS-CBN |
| 2008      | Sineserye Presents: Maligno             | Eliza                         | ABS-CBN |
| 2007      | Love Spell: "Cindy-rella"               | Cindy                         | ABS-CBN |
| 2007      | Your Song: Someday                      | Jodie                         | ABS-CBN |
| 2007      | Your Song: Ngiti                        | San San                       | ABS-CBN |
| 2007      | Gokada Go!                              | Melody Go                     | ABS-CBN |
| 2007      | Sana Maulit Muli                        | Jasmine "Poknat" Sta. Maria   | ABS-CBN |
| 2007      | Maalaala Mo Kaya: Bus                   | Kate                          | ABS-CBN |
| 2006      | Star Magic: "Ang Lovey Kong All Around" | Baby Girl                     | ABS-CBN |
| 2006      | Love Spell: "Pasko Na, Santa Ko"        | Abby                          | ABS-CBN |
| 2006      | Your Song: Alive                        | Abby                          | ABS-CBN |
| 2006      | Your Song: Bitin Sa Iyo                 | Unknown                       | ABS-CBN |
| 2006      | Love Spell: "Charm and Crystal"         | Crystal                       | ABS-CBN |
| 2006      | Aalog-Alog                              | Kim Chan Sukimura             | ABS-CBN |
| 2006      | Love Spell: "My Boy, My Girl"           | Stephanie / Stephen           | ABS-CBN |
| 2006      | ASAP                                    | Host / Herself                | ABS-CBN |
| 2006      | Pinoy Big Brother: Teen Edition         | Herself                       | ABS-CBN |

### Películas
| Año  | Título                 | Role                          |
| 2012 | 24/7 In Love           |                               |
| 2012 | The Healing            |                               |
| 2010 | Till My Heartaches End |                               |
| 2010 | Paano na Kaya          |                               |
| 2009 | I Love You, Goodbye    |                               |
| 2008 | Shake Rattle & Roll X  | Joy                           |
| 2007 | I've Fallen For You    | Alex Tamayo Reyes             |
| 2006 | First Day High         | Indira "Indi" Dela Concepción |

## Discografía
| Álbumes                           | Single(s)/Song(s) |
| First Day High OST (Star Records) | 1. Heartbreak Song 2. First Day Blues |
| Sana Maulit Muli OST (ASAP Music) | 1. Mine |
| Gwa Ai Di (Star Records)          | 1. Crazy Love 2. Gwa Ai Di 3. Trying 4. Peng You (Tagalog Version) 5. The Moon Represents My Heart 6. Heartbreak Song 7. I've Fallen For You (ft. Gerald Anderson) |
| My Girl OST (ASAP Music)          | 1. Sabihin Mo Na (ft. Gerald Anderson) 2. Pusong Lito |